# El Hefe
Aaron Abeyta (Sacramento, 8 d'agost de 1965), més conegut com El Hefe o simplement Hefe, és un músic i actor estatunidenc, conegut com a guitarrista i trompetista del grup NOFX. Va començar a tocar la guitarra als tretze anys, però afirma que en va començar a aprendre'n seriosament als quinze, formant la seva primera banda. Es va incorporar a NOFX el 1991 i el seu primer enregistrament amb el grup va ser l'EP The Longest Line.
Abeyta va rebre el seu sobrenom del fundador de NOFX, Fat Mike perquè, en el moment en què Abeyta es va unir a la banda, aquest estava sortint amb una noia de nom Erin i no volia que hi hagués cap confusió. Segons Fat Mike, «vaig suggerir un nom que sonés mexicà, com «El Jefe». No parlo espanyol, així que no em vaig adonar que el so «h» s'escriu normalment amb una «j».
El Hefe va ser propietari d'una discoteca anomenada Hefe's a Eureka i ara viu a Stevenson Ranch. Té dos fills i està divorciat de Jennifer Abeyta.

## Discografia
- 1992: The Longest Line
- 1992: White Trash, Two Heebs and a Bean
- 1994: Punk in Drublic
- 1995: I Heard They Suck Live!!
- 1996: Heavy Petting Zoo
- 1997: So Long and Thanks for All the Shoes
- 1999: The Decline
- 2000: Pump Up the Valuum
- 2002: 45 or 46 Songs That Weren't Good Enough to Go on Our Other Records
- 2003: The War on Errorism
- 2006: Wolves in Wolves' Clothing
- 2007: They've Actually Gotten Worse Live!
- 2009: Coaster
- 2011: NOFX
- 2012: Self Entitled
- 2013: Stoke Extinguisher
- 2016: First Ditch Effort
- 2021: Single Album
- 2022: Double Album